# The Spoils of Babylon
The Spoils of Babylon è una miniserie televisiva statunitense scritta da Matt Piedmont e Andrew Steele, e diretta da Piedmont.
È una parodia delle miniserie epiche andate in onda tra gli anni '70 e '80, come Uccelli di rovo e Il ricco e il povero, che ne riprende il linguaggio altisonante, la recitazione sopra le righe e le musiche pompose.

## Trama
L'intera miniserie è presentata come se fosse stata una vera e propria miniserie della durata di 22 ore, per cui ci sono voluti tre anni per realizzarla. Ogni episodio è introdotto dal creatore della fittizia miniserie, Eric Jonrosh, che racconta la storia del magnate del petrolio Jonas Morehouse che lascia tutta la sua fortuna alla figlia Cynthia e al figlio adottivo Devon. Cynthia e Devon sono coinvolti sentimentalmente fin da quando si sono conosciuti in età adolescenziale. Nel corso degli anni i due lottano per resistere all'attrazione reciproca, tra traffici di droga, trafficanti di armi e spie internazionali.

## Personaggi e interpreti
- Devon Morehouse, interpretato da Tobey Maguire
- Cynthia Morehouse, interpretata da Kristen Wiig
- Jonas Morehouse, interpretato da Tim Robbins
- Dixie Melonworth, interpretata da Jessica Alba
- Generale Cauliffe, interpretato da Val Kilmer
- Winston Morehouse, interpretato da Haley Joel Osment
- Chet Halner, interpretato da Michael Sheen
- Eric Jonrosh, interpretato da Will Ferrell

### Secondari
- Meredith Sennheiser, interpretata da Molly Shannon
- Lady Anne York, doppiata da Carey Mulligan
- Talc Munson, interpretata da David Spade
- Generale Maddoxton, interpretato da Steve Tom
- Cyrus Mego, interpreta to da Cal Bartlett

## Puntate
| nº | Titolo originale       | Prima TV USA    |
| -- | ---------------------- | --------------- |
| 1  | The Foundling          | 9 gennaio 2014  |
| 2  | The War Within         | 9 gennaio 2014  |
| 3  | Kicking the Habit      | 16 gennaio 2014 |
| 4  | The Rise of the Empire | 23 gennaio 2014 |
| 5  | The Age of the Bastard | 30 gennaio 2014 |
| 6  | So Sweet the Bells     | 6 febbraio 2014 |

## The Spoils Before Dying
Nel 2015 è stata realizzata una seconda miniserie intitolata The Spoils Before Dying, trasmessa dall'8 luglio 2015.